# الرابطة الأوروبية لعلم البلورات
تعتبر الرابطة الأوروبية لعلم البلورات (ECA) هيئة علمية مستقلة، تمثل كلاً من جمعيات علم البلورات الوطنية في أوروبا وكذلك الأعضاء الأفراد وهي مسجلة بموجب القانون الهولندي في نيميغن. وتأسست الجمعية في عام 1997. في مايو 2021، كان لدى الجمعية 35 عضوًا وطنيًا وعدة مئات من الأفراد. الرابطة الأوروبية لعلم البلورات هي إحدى الهيئات الإقليمية التابعة للاتحاد الدولي لعلم البلورات. الفروع الإقليمية المستقلة الأخرى هي الرابطة الأمريكية لعلم البلورات، والرابطة الآسيوية لعلم البلورات، ورابطة علم البلورات في أمريكا اللاتيني.
تتمثل مهمة الرابطة الأوروبية لعلم البلورات في تعزيز علم البلورات بجميع جوانبه ، بما في ذلك مجال الحالة الصلبة غير البلورية ذات الصلة، فضلاً عن توسيع التعاون الأوروبي في مجال علم البلورات. تتحقق هذه الأهداف من خلال دعم المؤتمرات وورش العمل والمدارس الخاصة بعلم البلورات في كل من أوروبا وأفريقيا.

## تاريخ التأسيس
تأسست الرابطة الأوروبية لعلم البلورات خلال الاجتماع الأوروبي السابع عشر لعلم البلورات في لشبونة في عام 1997 وهي خليفة اللجنة البلورية الأوروبية، والتي كانت موجودة منذ عام 1972 والتي نظمت سابقًا ECMs . تم نشر التاريخ المبكر لـالرابطة حتى ECM 25 في إسطنبول بواسطة سي ليكومتي. وقد تم تلخيص التاريخ الأكثر حداثة خلال ECM 28 في وارويك / إنجلترا في عام 2013.

## عن الهيئة
الهيئات الإدارية للرابطة الأوروبية لعلم البلورات هي المجلس واللجنة التنفيذية. يضع المجلس جميع سياسات اللجنة الأوروبية لعلم البلورات ويمثل كل عضو وطني بعضو مجلس واحد. ينتخب الأعضاء الفرديون مستشارًا واحدًا لكل 100 عضو. اللجنة التنفيذية هي المسؤولة عن العمليات اليومية بين اجتماعات المجلس.
توفر مجموعات المصالح الخاصة (SIGs) ومجموعات المصالح العامة (GIGs) منصة للعلماء الذين يتشاركون في الاهتمامات العلمية المتشابهة. تساهم كل من المجموعتين بنشاط في البرنامج العلمي للاجتماعات الأوروبية البلورية.

## الجوائز
تمنح الرابطة جائزة ماكس-بيروتز لإنجازات خاصة في أي مجال من مجالات علم البلورات. بالاشتراك مع الرابطة الأوروبية لتشتت النيوترونات (ENSA)، تمنح جائزة إروين فيليكس ليوي بيرتاوت لعالم شاب تقديراً للمساهمات البارزة في التحقيق في المادة باستخدام أساليب التشتت البلوري أو النيوتروني.